# Bisbat d'Agen
El bisbat d'Agen (francès: diocèse d'Agen, llatí: Dioecesis Agennensis) és una jurisdicció eclesiàstica de l'Església Catòlica a França, sufragània de l'arquebisbat de Bordeus, centrada a Agen.

## Territori
La diòcesi comprèn el departament d'Òlt i Garona, a la regió de Nova Aquitània.